# پوشش زنان در ایران باستان

پوشش شهبانوی اونتاش ناپیریشا در ایلام

پوشش زنان در ایران باستان به پوشش زنان در ایران از تشکیل دولت ماد تا پایان حکومت ساسانیان و حمله اعراب به ایران اشاره دارد.

## مادها
در زمان حکومت ان دوره حجاب زود تر از اسلام رواج پیدا کرد
کتاب «پوشاک باستانی ایرانیان» دربارهٔ پوشش زنان در دوران مادها با تکیه بر نقوش برجستهٔ برجا مانده می‌گوید که پوشاک زنان آن دوران از دید شکل با پوشاک مردان یکسان است. در ادامه دربارهٔ آن نقوش چنین می‌نویسد: «مرد و زن به واسطه اختلافی که میان پوشش سرشان وجود دارد، از هم تمایز داده می‌شوند. به نظر می‌رسد که زنان پوششی نیز روی سر خود گذارده‌اند و از زیر آن گیسوهای بلندشان نمایان است.»

## هخامنشیان

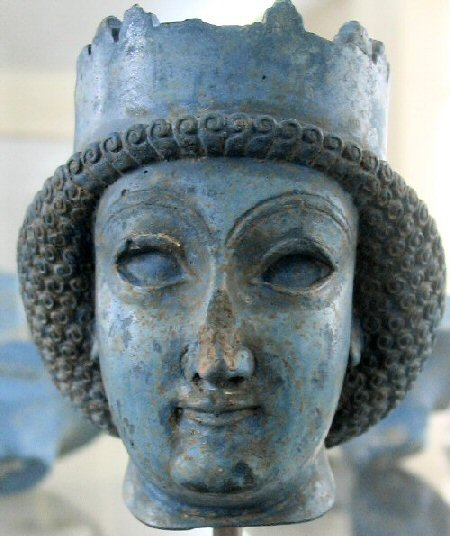
سردیس شهدخت اتوسا در دوران هخامنشی

چنان‌که کوروش پس از فتح ماد همدان را که پایتخت دولت ماد بود، مرکز پادشاهی خود قرار داد و پارسیان از آداب و رسوم و حتی طرز پوشاک مادها بهره‌مند شدند. به نظر می‌رسد که پوشش زنان در دوران هخامنشیان با دوران مادها چندان تفاوتی نکرده باشد. پیرامون پوشاک زنان در این دوره چنین نوشته شده‌اند: «از روی برخی نقوش مانده ازآن زمان، به زنان بومی برمی‌خوریم که پوششی جالب دارند. پیراهن آنان پوششی ساده و بلند یا دارای راسته چین و آستین کوتاه‌است. به زنان دیگر آن دوره نیز برمی‌خوریم که از پهلو به اسب سوارند. اینان چادری مستطیل شکل بر روی همه لباس خود افکنده و در زیر آن، یک پیراهن با دامن بلند و در زیر آن نیز، پیراهن بلند دیگری تا به مچ پا نمایان است.»
همچنین توسط یک هیئت روس در دره پازیریک قطعه فرشی کشف شده‌است که مراسم مذهبی را ترسیم می‌کنند که توسط چهار زن جشن گرفته شده‌است. آن‌ها ایرانی الاصل هستند و لباس هخامنشی به تن دارند. رنگ پوست شخصیت‌ها سفید، چشم‌هایشان قهوه‌ای و موهایشان آبی است. در این فرش شباهت لباس زنان با مردان بسیار قابل توجه‌است، فرضیه‌ای که توسط هرودوت پیش از این تأیید شده‌است.
پلوتارک مورخ یونانی در مورد شرایط ایران در زمان هخامنشیان می‌نویسد که «هر گاه لازم است زنان ایران از خانه خارج شوند و به سفر روند، درون چادرهای در بسته‌ای می‌نشینند و چادر را بر روی گردونه‌ای قرار می‌دهند و حمل می‌نمایند.» احمد کسروی نتیجه می‌گیرد که استفاده از چنین چادری ویژه توانگران بوده و افراد عادی جهت رفت‌وآمد مشابه کوچکتر آن را بر سر می‌گرفته‌اند و به تدریج ظاهر آن تغییر کرده و به صورت امروز درآمده ولی نام چادر همچنان بر آن باقی مانده‌است.
باستان شناسان حفار در قطعه‌ای شکسته‌ای از یک آجر لعاب دار که از بنایی ایرانی در بابل به دست آمده٬چهری زنی را می‌بینند که با رنگ سفید نقاشی شده‌است. قطعه آجری از شوش دست سفیدی مزین به دست بند را نشان می‌دهد که نیزه‌ای را حمل می‌کند. البته این دست نمی‌تواند از آن زنی باشد. حتی گفته شده که ایرانی‌ها هیچ زنی را نقش نکرده‌اند. اما ما طبعاً باید به اسنادی کهبه تصادف به دست می ایند نیز بها دهیم. ظاهراً زن در چارچوبی که برنامه‌های بزرگ امپراتوری و قدرت فرمانروایی آن را به نمایش درمی‌آورد٬نقشی نداشته‌است. اما در میان آثار هنری کوچک به نقش‌های بی شماری برمی‌خوریم که به کمک آن‌ها می‌توان به تصویر کاملی از ظاهر زنان امپراتوری بزرگ ایران دست یافت. نخستین موضوعی که بی درنگ جلب توجه می‌کند لباس زنان است٬که همان لباس چین دار هخامنشی و همان کلاهی است که مردها بر سر دارند.

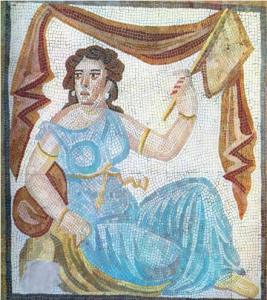
دیوارنگاره‌ای از یک زن ساسانی

به دلیل این که در بناهای تاریخی دورهٔ هخامنشی تصویری از زنان نیست، اطلاعات اندکی در مورد پوشش زنان در دورهٔ هخامنشی وجود دارد.
آزادی حقوق اجتماعی زنان در زمان پارسیها به اندازه‌ای بوده که با وجودی که در ایران تاج و تخت موروثی بوده و پس از فوت شاه کسی از اولاد ذکور او بر تخت می‌نشست. در بعضی از جاها که تابع ایران بودند، تاج و تخت پس از فوت شاه به زنش می‌رسید نه به پسرش. در مُهرهای زیادی زنان ایرانی با لباس چین دار دیده شده‌اند؛ مثلاً بر مهری که در لندن نگهداری می‌شود زنی را می‌بینیم گل نیلوفر بر دست و با موی بلندی که در قسمت پایین چندین گلوله به آن بافته شده‌است. از آن جا که مردان نیز از زیورآلات و جواهر زیادی استفاده می‌کرده‌اند، از این طریق تشخیص مرد و زن بسیار دشوار می‌شود. حتی عناصر زینتی، مانند به دست گرفتن نیلوفر نیز٬در تصویر زنان و مردان مشابه است. علاوه بر این معلوم می‌شود که در سراسر امپراتوری از «مد» واحدی پیروی می‌شده‌است. ظاهراً زنان اشراف، چشم به دربار در تخت جمشید داشته‌اند و می‌کوشیدند از لباس پربهای درباری تقلید کنند. برای نمونه به نگاره‌ای از سنگ آهک که از مصر به دست آمده و امروز در موزه بروکلین نگهداری می‌شود، نظری می‌اندازد.

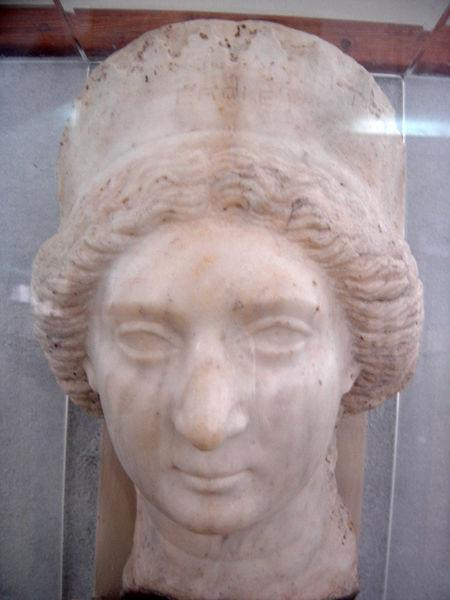
سردیس یک شهبانوی اشکانی

## اشکانیان
در اینباره چنین می‌خوانیم: «لباس زنان اشکانی پیراهنی بلند تا روی زمین، گشاد، پرچین، آستین‌دار و یقه راست بوده‌است. پیراهن دیگری داشته‌اند که روی اولی می‌پوشیدند و قد این یکی نسبت به اولی کوتاه و ضمناً یقه باز بوده‌است. روی این دو پیراهن چادری سرمی کردند.»
درجای دیگر آمده‌است: «چادر زنان اشکانی به رنگ‌های شاد و ارغوانی یا سفید بوده‌است. گوشه چادر در زیر یک تخته فلزی بیضی منقوش یا دکمه که به وسیله زنجیری به گردن افکنده شده، بند است. این چادر به نحوی روی سر می‌افتاده که عمامه (نوعی کلاه زنانه) را در قسمت عقب و پهلوها می‌پوشانیده‌است.»
همچنین از آثار این دوره، روسری ابریشمین خوش رنگ و نگار و نفیس زنان سنگسری به جا مانده‌است که «ساخته مکنه» نام دارد و سده‌هاست که زنان سنگسری آن را می‌بافند و می‌آرایند. آنان این روسری را به ترتیب خاصی بر سر خود می‌بندند، که این خود نمونهٔ کامل پوشش سر زنان در زمان اشکانیان می‌باشد.

## ادعای حجاب در دوران باستان
برخی از حامیان حجاب معتقدند که حجاب بخشی از فرهنگ ایرانی است که از در دوران باستان در ایران رایج بود و به اسلام ارتباطی ندارد. این دسته از افراد ادعا می‌کنند که نقش برجسته زنان هخامنشی روی تخت جمشید دارای پوشش کامل هستند این در حالی است که باستان شناسان وجود نقشه برجسته زنان در تخت جمشید را کاملاً رد کرده‌اند و به گفته باستان‌شناسان تمام نقش برجسته‌های تخت جمشید متعلق به مردان است.
این متن روی تابلو بزرگی بالای نقش برجسته‌های دوره هخامنشی نوشته شده‌است: «چادر؛ لباس ملی ماست. چادر بیش از آنکه یک حجاب اسلامی باشد، حجاب ایرانی است.» این تابلوها بخشی از فعالیت‌های شهرداری دماوند برای تبلیغ حجاب در پارک‌های شهر است. تابلویی که یک سؤال بزرگ را پیش روی جامعه باستان‌شناس می‌گذارد که آیا در نقش برجسته‌های تخت جمشید نقش «زن» هم وجود دارد؟ آیا سه تصویری که در این تابلو دیده می‌شود متعلق به زنان در ۲۵۰۰ سال پیش است یا مردان؟ «علی اسدی» باستان‌شناس در گفت‌وگو با روزنامه ایران وجود نقش زنان در نقش برجسته‌های تخت جمشید، نقش رستم و پاسارگاد که شاخص‌ترین و شناخته شدن‌ترین آثار دوره هخامنشی را رد می‌کند. البته چرایی نبود نقش زنان در نقش برجسته‌های این آثار که در فهرست ملی یونسکو هم به ثبت رسیده‌اند؛ سال هاست محل بحث و گفت‌وگوی باستان شناسان، تاریخ نویسان و مورخان است. اما استفاده از نقش برجسته مردان ایرانی در دوره هخامنشی برای تبلیغ چادر هم دور از چشم نقاد کاربران فضای مجازی و شبکه‌های اجتماعی نمانده‌است! البته در اینکه ایرانیان باستان از نوعی لباس پوشیده برای خود استفاده می‌کردند تردید نیست اما یافتن رد پای این موضوع در نقش برجسته‌های تاریخی ایران چندان مورد تأیید نیست.
اسدی در پاسخ به این سؤال که گمانه‌زنی‌های باستان‌شناسی برای چرایی نبود نقش زن در نقش برجسته‌های تخت جمشید چیست؟ می‌گوید: «تخت جمشید یک سمبل و نماد اقتدار و قدرت دولت هخامنشی است و به هیچ وجه بیانگر زندگی روزمره نیست.» به گفته او به همین دلیل تصاویر و حالات عادی دربار هخامنشی نشان داده نمی‌شود. او اهداف خاص را دلیل حک نقش برجسته‌ها در تخت جمشید می‌داند و می‌گوید: «این نقوش اسطوره‌ای هستند و جزو سمبل‌ها و نمادهای این دوره به‌شمار می‌روند.» او حک نقش زنان را با توجه به احساسات و عواطفی که به‌وجود می‌آورد مغایر با اهداف خاص مرتبط با سیاست‌های دولت هخامنشی می‌داند. اسدی می‌گوید: «این تصاویر بیشتر به آیین و سنت‌های خاص در این دوره می‌پردازد.» به گفته او در آن دوره، هخامنشیان در سیاست‌ورزی‌های خود سعی کردند یک محیط مردسالار را نشان بدهند تا اقوام و گروه‌هایی که برای بازدید و اهدای هدایا آمده‌اند، تحت تأثیر قرار بگیرند. او فضای حاکم بر نقش برجسته‌های تخت جمشید و دو اثر مهم دیگر در شیراز را با هدف نشان دادن قدرت هخامنشی می‌داند و می‌گوید: «البته این به معنای مخالفت با حضور زنان نیست.» زنانی که به گفته او به‌عنوان فرماندهی «لشکر» هم رسیده‌اند. هرچند در نقش برجسته‌های تخت‌جمشید، پاسارگاد و نقش رستم، نشانی از زنان این دوره نیست اما مهرهای بازمانده از هخامنشی تاحدودی وضعیت زنان در این دوره را روشن می‌کند. به گفته اسدی این مهرها و برخی شواهد دیگر نشان می‌دهد که زنان در این دوره را نقش بسیار مهمی در سطوح بالای دولت هخامنشی و هم در رده‌های میانی و اجتماعی آن داشته‌اند. وی به تاریخ «هرودوت» و نوشته‌های دیگر مورخان یونانی اشاره می‌کند که در آن از زنانی نوشته شده که فرماندهی بخشی از ارتش دولت هخامنشی را به عهده داشته‌اند. به گفته اسدی ملکه هم نقش بسیار زیادی در تصمیم‌گیری‌های دولتی داشته‌است. آن‌طور که اسدی می‌گوید تأثیرگذاری زنان در دربار هخامنشی تا تعیین جانشین شاه هم برد داشته‌است. او براساس الواح تخت جمشید از ملکه هخامنشی یاد می‌کند که یک هیئت همراه بزرگ داشته و بعضی وقت‌ها به‌طور مستقل سفر می‌کرده‌است. زنان همچنین به گفته او سهمیه بزرگی از خزانه هخامنشی دریافت می‌کردند. به گفته اسدی همچنین در نقش‌هایی که در محوطه «داسکیلیون» در شمال غربی ترکیه امروزی قرار دارد، نقشی از زنان اسب سوار هخامنشی به دست آمده‌است. در ایران اما علاوه بر مهرها، برخی پیکرک‌های زنان دوره هخامنشی به دست آمده‌است. به گفته اسدی در شوش یک تابوت پیدا شده‌است با نقشی از شاهدخت هخامنشی که با تجملات خیلی زیاد تدفین شده‌است. او یک دلیل دیگر را هم برای نبود نقش زنان می‌آورد: «گروه‌هایی که برای اهدای هدیه به دربار هخامنشی می‌آمدند معمولاً زن به همراه نداشتند.»
در مرد بودن این تصاویر هیچ باستان‌شناسی شک ندارد اما بین «مغ» بودن آنها یا خدمتکار بودن آنها تفاوت دیدگاه وجود دارد. اسدی دربارهٔ پارچه‌ای که صورت نقش برجسته را هم پوشانده می‌گوید: «زرتشتی‌ها برای اینکه «آتش» را آلوده نکنند پارچه‌ای روی صورتشان می‌بستند که به آن «پنام» می‌گویند.» البته او در نهایت این تصویر را متعلق به خدمه تخت جمشید می‌داند که لباس معمول پارسیان را به تن دارند و بخشی از آن صورت را می‌پوشاند. سرپوش آن نیز به «باشلوق» معروف است. اسدی شاهد دیگری هم می‌آورد. او با اشاره به صحنه «موزائیک پمپی» که دربارهٔ جنگ داریوش هخامنشی و اسکندر است هم می‌گوید: «داریوش هم در این تصویر کلاهی دارد که صورتش را پوشانده‌است؛ یعنی یک بخش از کلاه روی صورتش پیچیده‌است. نداشتن ریش در صورت‌هایی که پوشانده شده در نقش برجسته‌های تخت‌جمشید، متعلق به زنان نیست بلکه خواجگان درباری یا خدمه‌های نوجوان هستند.»
شهرداری دماوند در پاسخ به پیگیری‌های خبرنگار «ایران» دربارهٔ این تابلوها گفت: این یک کار فرهنگی تعاملی است و ما به یکی از ارگانها برای این‌گونه فعالیت‌ها فضا داده‌ایم و در محتوا دخالتی نداریم.